# Reuilly-Sauvigny
Reuilly-Sauvigny település Franciaországban, Aisne megyében. Lakosainak száma 213 fő (2022. január 1.). Reuilly-Sauvigny Connigis, Courtemont-Varennes, Crézancy, Mézy-Moulins, Monthurel, Passy-sur-Marne, Courthiézy és Vallées en Champagne községekkel határos.

## Népesség
A település népessége az elmúlt években az alábbi módon változott:
| Lakosok száma | 155  | 163  | 189  | 231  | 226  | 217  | 201  | 192  | 188  | 213  |
|               | 1968 | 1982 | 1990 | 2006 | 2013 | 2015 | 2017 | 2019 | 2020 | 2022 |